# Металург (Перник)
ФК «Металург» (Перник) — болгарський футбольний клуб з міста Перник, заснований у 1957 році. У період з 1997 по 1999 рік команда два сезони провела у Групі А, вищому дивізіоні болгарського футболу, після чого була виключена через договірні матчі.
Кольорами клубу є червоно-чорні. Він проводить свої матчі в кварталі Ізток на стадіоні «Металург», місткістю 12 000 глядачів.

## Історія
Клуб був створений у 1957 році в результаті об'єднання «Строїтела» (заснованого 1951 року) та «Торпедо» (заснованого 1953 року) і отримав назву «Завод Сталін». У 1963 році клуб було перейменовано на «Металург» і він вперше вийшов до Групи Б, другого дивізіону країни, де виступав з поперемінним успіхом.
У 1997 році «Металург» зайняв третє місце в Групі Б і вперше в історії вийшов до Групи А, вищого дивізіону країни. Там команда виступала більш ніж успішно, перемігши ЦСКА, «Локомотив» (Софія), «Ботев», «Локомотив» (Пловдив), «Петрохімік», «Левскі» (Кюстендил), «Септемврі», «Міньор», «Спартак» (Плевен) тощо, а також здобувши нічиї з «Левскі» (Софія), «Славією» та «Литексом» .
Після закінчення сезону 1998/99 стало відомо, що матч «Металург» — «Литекс» був договірним. Це було доведено аудіокасетою, записаною в роздягальні «Металурга» у перерві відповідного матчу. Запис вийшов в ефір на спортивному шоу «Гонг» на Дарик-радіо і стала сенсацією в Болгарії. Згідно з правилами, «Металург» був виключений з чемпіонату, а «Литекс» позбавили трьох очок, здобутих у відповідному матчі. Однак це призвело до серйозної юридичної проблеми, оскільки чемпіонат вже закінчився, і «Литекс» став чемпіоном, набравши на два очки більше за «Левскі». Це означає відкликання звання та присвоєння його «Левскі». Все це відбувалось напередодні єврокубків і вже пізно було змінювати результати. Тому БФС змушений був анулювати і гру «Металурга» з «Левскі» під приводом договірного, хоча цього і не було доведено, щоб турнірна таблиця залишилась у попередньому варіанті.
Після цього «Металург» об'єднався з клубом «Струмска слава» (Радомир) у «Металург» (Радомир). На початку сезону 2000/01 він повернувся до Перника.
У 2013 році команда була відроджена після розпуску в 2008 році. завдяки зусиллям групи ентузіастів, серед яких голова Ізтока — Івайло Іванов. Відроджена команда почала виступати у Обласній групі А, четвертому дивізіоні країни, де і виступає донині.

## Найкращі результати
- 10 місце в Групі А: 1997/98, 1998/99
- Чвертьфінал Кубка Болгарії: 1981/82, 1995/96
- 3 місце Групи Б: 1996/97
- 3 місце Південної групи В: 1965/66

## Відомі футболісти
- Борис Сергієв — рекордсмен команди з 166 іграми та 90 голами
- Кирил Івков
- Рангел Божилов
- Петар Дяков
- Красимир Свиленов
- Генаді Симеонов
- Пламен Русинов
- Камен Шербетов
- Ніколай Чавдаров
- Георгі Варадев
- Кирил Джоров
- Филип Ілков
- Йордан Николов
- Людмил Євгенієв
- Іво Железаров
- Кирил Ніколов
- Маріян Германов
- Благой Латинов
- Велко Христев
- Светлін Нончев
- Румен Істревський
- Йордан Каменов
- Генко Папазов
- Станимир Мантарков
- Спас Боянов
- Румен Стоїцов
- Іво Кіскінов
- Ніколай Гавалюгов
- Борислав Давидков
- Бісер Методієв
- Валентин Варадинов
- Павел Григоров
- Василь Ботев
- Бойко Драгоміров
- Стефан Василев
- Росен Олегов
- Іван Трифський
- Райчо Райчев
- Анатолій Младенов
- Владислав Владов
- Калин Костов
- Бойко Миланов
- Красен Пінгов
- Андрій Велинов
- Георгі Михайлов
- Красимир Кристев
- Георгій Рангелов
- Петар Пашев
- Росен Тонев
- Стоян Атанасов
- Івайло Данчев
- Васил Василев
- Ніколай Александров
- Веселин Ігнатов
- Петар Анестієв
- Светослав Милушев
- Мирослав Мирославов
- Борислав Драгомиров
- Владимир Манов
- Георгій Желязков
- Іван Радіонов
- Алексей Степанов
- Райчо Раєв
- Владислав Михайлов
- Іван Либов
- Ангел Ставрев
- Светослав Вічев
- Юліан Панчев
- Владислав Владов
- Іво Димитров
- Владислав Стоянов
- Івайло Димитров
- Димитар Галчов